# Cis crinitus
Cis crinitus är en skalbaggsart som beskrevs av Lawrence 1971. Cis crinitus ingår i släktet Cis och familjen trädsvampborrare. Inga underarter finns listade i Catalogue of Life.